# Nambu Kenzo
Nambu Kenzo (南部 健造 Nambu Kenzo, sinh ngày 22 tháng 8 năm 1992) là một cầu thủ bóng đá người Nhật Bản. Anh thi đấu cho FC Osaka.

## Sự nghiệp thi đấu
Nambu Kenzo gia nhập câu lạc bộ J3 League; Kataller Toyama năm 2015. Năm 2016, anh chuyển đến Briobecca Urayasu.

## Thống kê câu lạc bộ
Cập nhật đến ngày 20 tháng 2 năm 2018.
| Thành tích câu lạc bộ | Thành tích câu lạc bộ | Thành tích câu lạc bộ | Giải vô địch | Giải vô địch | Cúp                   | Cúp                   | Tổng cộng | Tổng cộng |
| Mùa giải              | Câu lạc bộ            | Giải vô địch          | Số trận      | Bàn thắng    | Số trận               | Bàn thắng             | Số trận   | Bàn thắng |
| Nhật Bản              | Nhật Bản              | Nhật Bản              | Giải vô địch | Giải vô địch | Cúp Hoàng đế Nhật Bản | Cúp Hoàng đế Nhật Bản | Tổng cộng | Tổng cộng |
| --------------------- | --------------------- | --------------------- | ------------ | ------------ | --------------------- | --------------------- | --------- | --------- |
| 2015                  | Kataller Toyama       | J3 League             | 2            | 0            | –                     | –                     | 2         | 0         |
| 2016                  | Briobecca Urayasu     | JFL                   | 18           | 2            | –                     | –                     | 18        | 2         |
| 2017                  | Briobecca Urayasu     | JFL                   | 30           | 7            | 2                     | 1                     | 32        | 8         |
| Tổng                  | Tổng                  | Tổng                  | 50           | 9            | 2                     | 1                     | 59        | 10        |